# Charles Penrose
Charles Penrose (narozen jako Charles Penrose Dunbar Cawse; 11. listopadu 1873 Biggleswade – 17. listopadu 1952 Kensington) byl anglický zpěvák žánru music hall, který účinkoval také v divadle a později jako komik v rozhlasovém vysílání. Je nejvíce znám pro svou neobvyklou komickou píseň The Laughing Policeman. Byl synem výrobce hodinek a klenotníka.

## Život
Zpočátku následoval kariéru svého otce v oblasti klenotnictví, ale dosáhl takového úspěchu se sérií „smějících se písní“, že již ve věku 18 let se přidal ke kočovnému divadlu. Jeho divadelní kariéra stoupala, a brzy se objevil ve varieté a v divadlech na West End. Jedním z jeho nejúspěšnějších představení byl role v muzikálu Tonight's the Night z roku 1914, který se hrál v Gaiety Theatre v Londýně. V roce 1899 se oženil s Harriet Lewcock, která byla dcerou architekta, jeho druhou ženou se stala Mabel Anderson.

## Kariéra
Jeho druhá žena, skladatelka písní Mabel Anderson (která byla o 26 let mladší), se stala jeho nejdůležitější spolupracovnicí. V roce 1922 Penrose nahrál první verzi své písně The Laughing Policeman pod pseudonymem Charles Jolly. Autorství písně je oficiálně připisováno jeho ženě Mabel pod pseudonymem Billie Grey, ale hudba, melodie a smích jsou převzat z písně The Laughing Song, kterou v několika verzích nahrál v letech 1898, 1901 and 1902 americký zpěvák George W. Johnson (text anglické písně je však odlišný). Druhá, známější verze písně, byla nahrána 22. dubna 1926 a mnohokrát vydána v hudebním vydavatelství Columbia Records. Penroses napsal celou řadu dalších „smějících se písní“, včetně The Laughing Major, Curate, Steeplechaser, Typist, Lover a Sneezing Man. B strana gramofonové desky s nahrávkou The Laughing Sneezing Man obsahuje krátký komický skeč nazvaný The Dog Vs The Cornet, kde malý chlapec musí přimět svého psa, aby překřičel hráče na sopránovou trubku a přiměl ho tak, aby ho přestal hrát.

## Rozhlas
Penrose byl jeden z prvních komiků, který účinkoval jako hvězda v BBC rádiu. Jeho nejznámější rozhlasová role je seržant Bob Evergreen v sérii rozhlasových her vysílaných během druhé světové války pod názvem The Pig and Whistle. Vytvořil také celou řadu postav ve filmech z 30. a 40. let 20. století.

## Úmrtí
Charles Penrose zemřel na selhání srdce 17. listopadu 1952 ve věku 79 let v Princess Beatrice Hospital, ve čtvrti Kensington v Londýně.

## Filmografie
- Honeymoon for Three, 1935 jako Laughing passenger
- The Crimes of Stephen Hawke, 1936 jako Sir Franklin
- Calling the Tune, 1936 jako cameo
- Dreams Come True, 1936
- Boys Will Be Girls, 1937 jako Laughing Man v klubu
- The Derelict, 1937
- Save a Little Sunshine, 1938 jako agent
- The Dark Eyes of London, 1939 jako Morrison, tajný detektiv
- The Man with the Magnetic Eyes, 1945 jako Roberts
- Miranda, 1948 jako inspicient